# Samos Spirit
 Der er for få eller ingen kildehenvisninger i denne artikel, hvilket er et problem. Du kan hjælpe ved at angive troværdige kilder til de påstande, som fremføres i artiklen.

Samos Spirit er en færge, der sejler mellem Samos, Ikari og Fourni, med hjemsted i Samos. 
Den blev bygget i 1981 på Dannebrog Værft i Århus, og blev indsat på ruten Grenå-Anholt, under navnet M/F Anholt. Den blev i 2004 solgt til Aegean Navigations Maritime Company, og fik navnet Samos Spirit.
M/F Anholt er den eneste danske færge der har figureret på Lloyd's registers liste over skibe udsat for piratoverfald. I 1995 blev færgen kapret af en tidligere ansat. Bevæbnet med et gevær, holdt han 21 passagerer og 8 besætningsmedlemmer som gidsler. Efter timers forhandlinger, overgav kidnapperen sig til Grenå politi.
| Skib | Spire Denne artikel om skibe eller både er en spire som bør udbygges. Du er velkommen til at hjælpe Wikipedia ved at udvide den. |